# تنورة مقيدة
التنورة المُقَيِّدة هي فستان منحني الشكل وضيق إلى حد كبير عند منطقة الركبة، اكتسبت هذا الاسم لأنها مشدودة أو ضيقة عند الركبة، وبالتالي فهي تعرقل السير السريع.

## تاريخها
أول ظهور للتنانير الغربية في عام 1880 ميلادية، فكان أول ظهور للتنانير الضيقة في عام 1910-1913 م، في باريس من قبل مصمم الأزياء بول بوارت، مستوحاة من تأثير المناطق الشرقية على نطاق واسع على الثقافة الغربية، ولكن في واقع الأمر التنورة المقيدة هو تطوير للتنورات الضيقة منذ مطلع القرن العشرين.